# Veliki triambski ikozaeder
|                             | Veliki triambski ikozaeder          | Srednji triambski ikozaeder     |
|                             |                                     |                                 |
| Vrsta                       | dual uniformnega poliedra           | dual uniformnega poliedra       |
| Simetrijska grupa           | Ih                                  | Ih                              |
| Ime                         | veliki triambski ikozaeder          | srednji triambski ikozaeder     |
| Sklici                      | DU47, W34, 30/59                    | DU41, W34, 30/59                |
| Elementi                    | F = 20, E = 60 V = 32 (χ = -8)      | F = 20, E = 60 V = 24 (χ = -16) |
| Izoederske stranske ploskve |                                     |                                 |
| Dualna telesa               | veliki ditrigonalni ikozidodekaeder | ditrigonalni dodekadodekaeder   |
| stelacija                   |                                     |                                 |
| ikozaeder: W34              |                                     |                                 |
| diagram stelacije           |                                     |                                 |

V geometriji sta  veliki triambski ikozaeder in srednji triambski ikozaeder na pogled enaka dualna uniformna poliedra. Zunanja površina predstavlja De1f1-to stelacijo ikozaedra. Edini način za razlikovanje teh dveh poliedrov je način v katerem označimo kateri presesečišče med robovi, je resnično in katero ni resnično oglišča and which are not. In the above images, true vertices are marked by gold spheres.
12 oglišč konveksne ogrinjače se ujema z razvrstitvijo oglišč ikozaedra.

## Veliki triambski ikozaeder
Veliki triambski ikozaeder je dual veliki ditrigonalni ikozidodekaeder (U47). Ima 20 obrnjenih šeststranih stranskih ploskev, ki so oblikovane kot trojni propeler. Ima tudi 32 oglišč: 12 zunanjih točk in 20 skritih v notranjosti. Prav tako ima 60 robov.

## Srednji triambski ikozaeder
Srednji triambski ikozaeder je dualno telo ditrigonalnega dodekadodekaedra (U41). Ima 20 stranskih ploskev, ki so enostavni konkavni izogonalni šestkotniki. Ima 24 oglišč: 12 zunanjih točk in 12 skritih v notranjosti. Ima tudi 60 robov.
Za razliko od velikega triambskega ikozaedra, je  srednji triambski ikozaeder topološko pravilni polieder z indeksom dve. Z razbijanjem šestkotnikov v pravilne šestkotnike, se dobi hiperbolično tlakovanje reda 5:

## Kot stelacija
Je Wenningerjev 34-ti model ter deveta stelacija ikozaedra